# Sporobolus fimbriatus
Sporobolus fimbriatus là một loài thực vật có hoa trong họ Hòa thảo. Loài này được (Trin.) Nees miêu tả khoa học đầu tiên năm 1841.